# Mike Richards
Michael „Mike“ Richards (* 11. února 1985, Kenora) je bývalý kanadský hokejista.

## Ocenění a úspěchy
- 2003 CHL – Memorial Cup All-Star Tým
- 2003 CHL – Top Prospects Game
- 2004 MSJ – Nejlepší hráč v pobytu na ledě (+/-)
- 2005 CHL – Druhý All-Star Tým
- 2005 OHL – Druhý All-Star Tým
- 2008 NHL – All-Star Game

## Prvenství
- Debut v NHL – 5. října 2005 (Philadelphia Flyers proti New York Rangers)
- První gól v NHL – 5. října 2005 (Philadelphia Flyers proti New York Rangers, kanadskému brankáři Kevin Weekes)
- První asistence v NHL – 7. října 2005 (Philadelphia Flyers proti New Jersey Devils)
- První hattrick v NHL – 8. února 2006 (Philadelphia Flyers proti New York Islanders)

## Klubová statistika
| Sezóna       | Klub                  | Soutěž       |     | Základní část | Základní část | Základní část | Základní část | Základní část |    | Play off | Play off | Play off | Play off | Play off |
| Sezóna       | Klub                  | Soutěž       | Z   | G             | A             | B             | TM            | Z             | G  | A        | B        | TM       |          |          |
| 2001–02      | Kitchener Rangers     | OHL          | 65  | 20            | 38            | 58            | 52            | 4             | 0  | 1        | 1        | 6        |          |          |
| 2002–03      | Kitchener Rangers     | OHL          | 67  | 37            | 50            | 87            | 99            | 21            | 9  | 18       | 27       | 24       |          |          |
| 2003–04      | Kitchener Rangers     | OHL          | 58  | 36            | 53            | 89            | 82            | 1             | 0  | 0        | 0        | 0        |          |          |
| 2004–05      | Kitchener Rangers     | OHL          | 43  | 22            | 36            | 58            | 75            | 15            | 11 | 17       | 28       | 36       |          |          |
| 2004–05      | Philadelphia Phantoms | AHL          | —   | —             | —             | —             | —             | 14            | 7  | 8        | 15       | 28       |          |          |
| 2005–06      | Philadelphia Flyers   | NHL          | 79  | 11            | 23            | 34            | 65            | 6             | 0  | 1        | 1        | 0        |          |          |
| 2006–07      | Philadelphia Flyers   | NHL          | 59  | 10            | 22            | 32            | 52            | —             | —  | —        | —        | —        |          |          |
| 2007–08      | Philadelphia Flyers   | NHL          | 73  | 28            | 47            | 75            | 76            | 17            | 7  | 7        | 14       | 10       |          |          |
| 2008–09      | Philadelphia Flyers   | NHL          | 79  | 30            | 50            | 80            | 63            | 6             | 1  | 4        | 5        | 6        |          |          |
| 2009–10      | Philadelphia Flyers   | NHL          | 82  | 31            | 31            | 62            | 79            | 23            | 7  | 16       | 23       | 18       |          |          |
| 2010–11      | Philadelphia Flyers   | NHL          | 81  | 23            | 43            | 66            | 62            | 11            | 1  | 6        | 7        | 15       |          |          |
| 2011–12      | Los Angeles Kings     | NHL          | 74  | 18            | 26            | 44            | 71            | 20            | 4  | 11       | 15       | 17       |          |          |
| 2012–13      | Los Angeles Kings     | NHL          | 48  | 12            | 20            | 32            | 42            | 15            | 3  | 9        | 12       | 8        |          |          |
| 2013–14      | Los Angeles Kings     | NHL          | 82  | 11            | 30            | 41            | 28            | 26            | 3  | 7        | 10       | 17       |          |          |
| 2014–15      | Manchester Monarchs   | AHL          | 16  | 3             | 11            | 14            | 4             | —             | —  | —        | —        | —        |          |          |
| 2014–15      | Los Angeles Kings     | NHL          | 53  | 5             | 11            | 16            | 39            | —             | —  | —        | —        | —        |          |          |
| 2015–16      | Washington Capitals   | NHL          | 39  | 2             | 3             | 5             | 8             | 12            | 0  | 0        | 0        | 4        |          |          |
| Celkem v NHL | Celkem v NHL          | Celkem v NHL | 749 | 181           | 306           | 487           | 585           | 136           | 26 | 61       | 87       | 95       |          |          |

## Reprezentace
| Rok                       | Tým                       | Soutěž                    | Z  | G | A  | B  | TM |
| ------------------------- | ------------------------- | ------------------------- | -- | - | -- | -- | -- |
| 2002                      | Kanada Ontario            | WHCH-17                   | 6  | 2 | 6  | 8  | 0  |
| 2004                      | Kanada 20                 | MSJ                       | 6  | 2 | 3  | 5  | 2  |
| 2005                      | Kanada 20                 | MSJ                       | 6  | 1 | 4  | 5  | 2  |
| 2006                      | Kanada                    | MSJ                       | 9  | 3 | 2  | 5  | 10 |
| 2010                      | Kanada                    | OH                        | 7  | 2 | 3  | 5  | 0  |
| Juniorská kariéra celkově | Juniorská kariéra celkově | Juniorská kariéra celkově | 18 | 5 | 13 | 18 | 4  |
| Seniorská kariéra celkově | Seniorská kariéra celkově | Seniorská kariéra celkově | 16 | 5 | 5  | 10 | 10 |